# 熊安生
熊 安生（ゆう あんせい、生没年不詳）は、中国の南北朝時代の儒学者。字は植之。本貫は長楽郡阜城県。

## 経歴
若くして学問を好み、精励して倦まなかった。はじめ陳達に春秋三伝を習い、次いで房虯に『周礼』を学んで、ともに大意に通じるようになった。後に徐遵明に師事した。東魏の天平年間、李宝鼎に礼を学んだ。五経に通じるようになり、三礼の教授を専門とした。かれの学問を慕って遠方からも人が集まり、弟子は1000人を越えた。図緯を討論し、異聞を採集して、先儒の気づかなかったところに新しい知見を見出した。北斉の河清年間、陽休之の推挙により国子博士となった。
568年（天統4年）、北周の兵部の尹公正が使者として北斉にやってきたとき、話が『周礼』に及んだが、北斉の人で答えられる者がいなかった。そこで安生が賓館に派遣され、尹公正と語り合うと、その疑問に的確に答えてみせた。尹公正が帰国して北周の武帝に報告すると、武帝は安生に関心を抱くようになった。
577年（建徳6年）、北周の武帝が北斉の首都であった鄴を占領して入城すると、安生は門を掃き清めて声が掛かるのを待った。ときに武帝は唐突に安生の邸を訪れ、拝礼の声を聞く前に親しくその手を取り、同座に招き寄せた。安生は黄帝や周の武王の故事を引いて、武帝を喜ばせた。武帝に従って、長安に入った。578年（宣政元年）、露門学博士・下大夫に任じられた。まもなく致仕し、家で死去した。
安生の儒学の講義を受けた者には、当時の有名人も多かった。馬栄伯・張黒奴・竇士栄・孔籠・劉焯・劉炫らは、みな安生の門人であった。著書に『周礼義疏』20巻・『礼記義疏』40巻・『孝経義疏』1巻があり、当時に通行した。

## 伝記資料
- 『周書』巻45 列伝第37
- 『北史』巻82 列伝第70